# کیم یونگ-نام (کشتی‌گیر)
کیم یونگ-نام (انگلیسی: Kim Young-nam؛ زادهٔ ۱۵ ژوئن ۱۹۶۰) کشتی‌گیر اهل کره جنوبی است.